# Bent Schjærff
Bent Schjærff (8. oktober 1925 – 20. august 1993) var en dansk pianist og radiovært. Han spillede med Helge Jacobsen og egen trio 1946-53 og i 1950'erne som freelance i Sverige. Fra 1962 var han programvært i DR, særlig kendt fra programmet Hotel Evergreen og for P3's satireprogrammer, hvor han både bidrog med klaverspil og sang. 
Har indspillet en række plader i eget navn, bl.a. Swingtime fra 1980. 
I samarbejde med Freddy Fræk lavede Bent Schjærff kendingsmelodien, Disciplinmarch, til radioprogrammet Køreklar , men er nok mest kendt i dag for julesinglen Bjældeklang, hvor Bent Schjærff leverede sine egne, ret humoristiske fortolkninger af Bjældeklang (A-siden) og White Christmas (B-siden).

## Diskografi

### Solo
- 1976 Bent Schjærff[2]
- 1980 Swingtime

### Singler
- 1979 "Bjældeklang"/"Hvid Jul"

### Gæsteoptrædener
- 1975 Piano og arr. på Freddy Fræk: "Med Kærlig Hilsen" (Sonet SLPS 1286)
- 2000 Juleknas
- 2007 A Night At Hotel Evergreen (med Bent Schjærff Trio)